# Hypsipetes amaurotis
El bulbul orejipardo o bulbul de orejas castañas (Hypsipetes amaurotis) es una especie de ave paseriforme
de la familia Pycnonotidae nativa del este de Asia. Es muy común en el norte de su área de distribución, es un ave conocida en todo Japón, donde se le llama hiyodori (ヒヨドリ), y Corea, donde es conocida como jikbakguri (직박구리). En Taiwán, por otro lado, es rara y limitada a la isla Orquídea.

## Distribución
Se distribuye desde el Lejano Oriente ruso (incluyendo Karafuto (o Sajalín)), el noreste de China, la península de Corea y Japón, hasta el sur de Taiwán y las cadenas de islas Babuyan y Batanes, en el norte de Filipinas, de vez en cuando es encontrado en Luzón.

## Descripción
Alcanza una longitud de unos 28 cm, es de color grisáceo-marrón, con las mejillas marrones y una larga cola. Prefiere las zonas boscosas, pero fácilmente se adapta a los entornos urbanos y rurales, y sus llamadas chirriantes y ruidosos son un sonido familiar en la mayoría de áreas de Japón.
Históricamente, eran aves migratorias que se desplazan a las zonas del sur de su área de distribución en invierno, pero se han aprovechado de los cambios en los cultivos y las prácticas agrícolas en las últimas décadas para pasar el invierno en las áreas más al norte. Como resultado de ello, se consideran plagas agrícolas en algunas zonas de Japón. La mayoría todavía se mueven al sur en invierno, a menudo formando grandes bandadas durante la migración. En verano se alimentan principalmente de insectos, mientras que en el otoño y el invierno comen principalmente frutos y semillas.

## Subespecies
Se reconocen varias subespecies:
- H. a. amaurotis (Temminck, 1830)– el sur de la isla de Sajalín, Japón y el sur de Corea;
- H. a. matchiae (Momiyama, 1923)– el sur de Kyūshū (sur de Japón);
- H. a. ogawae Hartert, 1907– el norte de las islas Ryūkyū;
- H. a. pryeri Stejneger, 1887– el centro de las islas Ryūkyū;
- H. a. stejnegeri Hartert, 1907– el sur de las islas Ryūkyū;
- H. a. squamiceps (Kittlitz, 1830)– en las islas Bonin;
- H. a. magnirostris Hartert, 1905&ndash en las islas Volcano;
- H. a. borodinonis (Kuroda, 1923)– en las islas Borodino;
- H. a. nagamichii Rand & Deignan, 1960– en Taiwán y Lanyu;
- H. a. batanensis Mearns, 1907– en Batan, Ivuhos, Sabtang, Babuyan y Claro (extremo norte de las Filipinas);
- H. a. fugensis Ogilvie-Grant, 1895– en Dalupiri, Calayán y Fuga. (norte de Luzón en el norte de Filipinas);
- H. a. camiguinensis McGregor, 1907– en Camiguin (norte de Luzón en el norte de Filipinas).